# Лесото на летних Олимпийских играх 1996
Королевство Лесото принимало участие в Летних Олимпийских играх 1996 года в Атланте (США) в шестой раз за свою историю, но не завоевало ни одной медали. Как и на прошлой Олимпиаде сборную страны представляли только спортсмены-легкоатлеты, выступавшие в беговых видах программы. По состоянию на 2021 год 9 спортсменов это наибольшая олимпийская делегация в истории Лесото.

## Результаты

### Лёгкая атлетика
Спортсменов — 9
Мужчины
| Спортсмен                                                 | Дисциплина       | Первый раунд | Первый раунд | Четвертьфинал        | Четвертьфинал        | Полуфинал             | Полуфинал             | Финал                 | Финал                 |
| Спортсмен                                                 | Дисциплина       | Результат    | Место        | Результат            | Место                | Результат             | Место                 | Результат             | Место                 |
| --------------------------------------------------------- | ---------------- | ------------ | ------------ | -------------------- | -------------------- | --------------------- | --------------------- | --------------------- | --------------------- |
| Мфо Моробе                                                | 400 м            | 47.54        | 50           | Завершил выступления | Завершил выступления | Завершил выступления  | Завершил выступления  | Завершил выступления  | Завершил выступления  |
| Исаак Сетитле Мотласи Масила Макоэко Маханетса Мфо Моробе | Эстафета 4×400 м | 3:15.67      | 29           | н/д                  | н/д                  | Завершили выступления | Завершили выступления | Завершили выступления | Завершили выступления |
| Табисио Ралехетла                                         | Марафон          | н/д          | н/д          | н/д                  | н/д                  | н/д                   | н/д                   | 2:18:26               | 29                    |

Женщины
| Спортсмен                                                     | Дисциплина       | Первый раунд | Первый раунд | Четвертьфинал         | Четвертьфинал         | Полуфинал             | Полуфинал             | Финал                 | Финал                 |
| Спортсмен                                                     | Дисциплина       | Результат    | Место        | Результат             | Место                 | Результат             | Место                 | Результат             | Место                 |
| ------------------------------------------------------------- | ---------------- | ------------ | ------------ | --------------------- | --------------------- | --------------------- | --------------------- | --------------------- | --------------------- |
| Линео Шоаи                                                    | 200 м            | 26.25        | 46           | Завершила выступления | Завершила выступления | Завершила выступления | Завершила выступления | Завершила выступления | Завершила выступления |
| Себонгиль Селло Мапотлаки Тселло Нтебохеленг Коана Линео Шоаи | Эстафета 4×100 м | DSQ          | DSQ          | н/д                   | н/д                   | н/д                   | н/д                   | Завершили выступления | Завершили выступления |